# Acalypha cuprea
Acalypha cuprea är en törelväxtart som beskrevs av Theodor Carl Karl Julius Herzog. Acalypha cuprea ingår i släktet akalyfor, och familjen törelväxter. Inga underarter finns listade i Catalogue of Life.